# Lino Maupas
Lino (Alpinolo Hilderbrand Humbert) Maupas (Split, 30. kolovoza 1866. – Parma, 14. svibnja 1924.), rimokatolički je prezbiter i franjevac.

## Životopis
Rođen je 30. kolovoza 1866. u Splitu, u Velom varošu, a kršten je u župnoj crkvi Sv. križa, a na krštenju je dobio ime Alpinolo Hilderbrand Humbert. Do 1876. pohađa pučku školu u Splitu, kad se obitelj seli u Zadar. U obiteljskom krugu proveo je vedro i veselo djetinjstvo. Već u mladim danima zapaža se njegova sklonost svećeničkom zvanju. Njegov stric, zadarski nadbiskup mons. Petar Dujam Maupas uputio ga je na školovanje u zadarsko nadbiskupsko sjemenište, tada pod upravom otaca isusovaca. Prvu pričest primio je 21. svibnja 1879. god., a potvrdu 14. srpnja 1881. god., od svojega strica nadbiskupa. Školovanje nastavlja kod manje braće u Samostanu sv. Franje u Zadru. 
Upoznavši redovnički život i primjer fratara, odluči pristupiti u franjevački red, Provinciju sv. Jeronima u Zadru. Redovničko odijelo oblači 30. rujna 1882., u Samostanu sv. Ane u Kopru, uzevši ime fra Petar (ili Rajmund). Nakon položenih prvih zavjeta 30. rujna 1883. poglavari ga šalju u samostan na Košljun, da dovrši filozofski studij. Vratio se je u Zadar, na bogosloviju, ali u veljači 1886. zamolio je da bude otpušten. Vrativši se u obitelj, stupio je u financijsku policiju, ali van samostana nije našao smirenje te nakon godine dana zatraži ponovni primitak u red. General Reda manje braće o. Bernardino dal Vago od Portogruara ponovno ga primi i odredi mu ponovni novicijat, u samostanu Fucecchio, toskanske Provincije sv. Bonaventure. Tako ponovno oblači franjevačko odijelo, uzevši ime fra Lino. Bogoslovlje studira u Samostanu Colloviti i 18. ožujka 1889. polaže svečane zavjete. Nakon toga general Reda o. Luigi Canali od Parme, po volji generalne kurije, odredi ga u franjevačku Misiju Skutari u Albaniji, ali to se nije ostvarilo. Naime o. Lino od mladosti je imao poteškoća s očima, a sada je po savjetu liječnika morao radi operacije i liječenja otići u Bolognu. Tamo je prešao u bolonjsku franjevačku provinciju. Slijedi premještaj u Samostan sv. Marije od Milosti (Covignano), kod Riminija, gdje je završio bogoslovni studij te 20. rujna 1890., u katedrali u Riminiju, primio podđakonat, 2. studenoga đakonat, a 30. studenoga, u Forlìju, od kasnijeg kardinala Domenica Svampe prezbiterski red. Prvu misu služio je u svetištu Gospe od Milosti, 8. prosinca 1890. Neko vrijeme boravi u Cortemaggiori i u Parmi, a zatim do 10. lipnja 1893. u Samostanu sv. Franje u Pratu. Konačno ga poglavari određuju za Samostan presvetog navještenja u Parmi, kamo stiže pješke, 12. lipnja 1893.
Tamo je polje njegova djelovanja, mjesto njegova trideset jednogodišnjega plodnog apostolata. Sljedeće godine imenovan je vikarom, a 1895. zamjenikom župnika. Bio je i zatvorski kapelan i duhovnik u odgojnom zavodu. Izrazito je pomagao siromasima i potrebnima. Za njih je o. Lino dao život. Njegova obitelj izvan samostana bili su siromasi Parme. Živio je s njima, molio i radio za njih. Njima je nosio hranu, odjeću i lijekove. Posebno je volio djecu. Često im je morao nositi potajno hranu u kuću. Njegove sandale prošle su sve ulice Parme, noseći potrebno i evangelizirajući. 
O. Lino Maupas umro je 14. svibnja 1924. godine, u 58. godini života, kod tvornice tjestenine, gdje se je bio našao zbog dobrotvornog rada. 
Pokopan je u Parmi, na gradskom groblju Villetti. Kip postavljen nad njegovim grobom prikazuje ga u hodu. 
Svake godine franjevci i građani Parme spominju se godišnjice smrti o. Lina. Postupak za beatifikaciju otpočeo je 25. srpnja 1942., u Parmi, i još uvijek je u tijeku.